# Homoneura dialepta
Homoneura dialepta är en tvåvingeart som beskrevs av Kim 1994. Homoneura dialepta ingår i släktet Homoneura och familjen lövflugor. Inga underarter finns listade i Catalogue of Life.